# آلن کرنگن
آلن کرنگن (انگلیسی: Alan Kernaghan؛ زادهٔ ۲۵ آوریل ۱۹۶۷) بازیکن سابق و مربی فوتبال اهل جمهوری ایرلند است.
از باشگاه‌هایی که در آن بازی کرده‌است می‌توان به باشگاه فوتبال لیوینگستون، باشگاه فوتبال داندی، باشگاه فوتبال سنت جانستون، باشگاه فوتبال منچستر سیتی، باشگاه فوتبال فالکیرک، باشگاه فوتبال میدلزبرو، باشگاه فوتبال بولتون واندررز، باشگاه فوتبال برچین سیتی، باشگاه فوتبال چارلتون اتلتیک، و باشگاه فوتبال برادفورد سیتی اشاره کرد.
وی همچنین در تیم‌های ملی فوتبال ایرلند شمالی و جمهوری ایرلند بازی کرده‌است.